# Markus Bollmann
Markus Bollmann (ur. 6 stycznia 1981 w Beckum) – niemiecki piłkarz występujący na pozycji obrońcy.

## Kariera
Bollmann jako junior grał w klubach Hammer SpVg oraz SpVg Beckum. Przed sezonem 2000/2001 przeszedł do grającego wówczas w Oberlidze – SC Paderborn 07. W 2005 roku wraz z tym zespołem awansował do 2. Bundesligi. Bollmann występował w niej przez jeden sezon, a następnie przeszedł do Arminii Bielefeld, grającej w Bundeslidze. W sezonie 2008/2009 spadł z klubem do 2. Bundesligi. W 2011 roku odszedł do zespołu MSV Duisburg, również występującego w 2. Bundeslidze. W sezonie 2012/2013 spadł z nim do 3. Ligi. W 2014 roku przeniósł się do SC Wiedenbrück z Regionalligi West, a w 2016 roku zakończył tam karierę.
W Bundeslidze rozegrał 63 spotkania i zdobył 2 bramki.